# Сирень обыкновенная 'Красавица Москвы'
Сирень обыкновенная 'Красавица Москвы' (Syringa vulgaris 'Krasavitsa Moskvy') — сорт сирени обыкновенной.
Сорт широко распространён, районирован в 1975 году. Используется в озеленении и для срезки.

## История
Селекционер-самоучка Л.А. Колесников, всю жизнь занимавшийся на своем приусадебном участке селекцией сирени весной 1943 года возвратившись в Москву после ранения на фронте, опылил цветки 'Belle de Nancy' пыльцой своего нового сорта сирени, под названием 'И.В. Мичурин'. В 1947 году был отобран лучший сеянец, который Л.А. Колесников назвал 'Красавица Москвы'. Этот редкий по красоте сорт получил всемирное признание и в первую очередь за него автор в 1973 г. в городе Бостоне (США) был отмечен высокой наградой Международного союза сиреневодов «Золотая ветка сирени». К сожалению, награда не застала селекционера в живых: незадолго до этого в возрасте 74 лет он скончался.

## Описание сорта

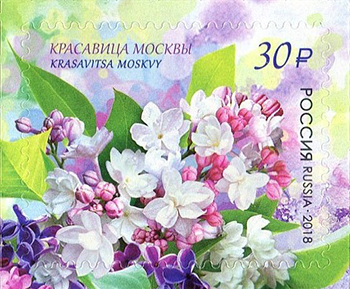
Почтовая марка 2018 год. Сирень «Красавица Москвы».

Кусты средней высоты, широкие, с прочными ветвями. Диаметр кроны взрослого растения около 3 м, высота около 4 м.
Листья крупные, удлинённо-яйцевидные, со стреловиднозаострённым кончиком.
Бутоны крупные розовато-лиловые.
Цветки розовато-белые с чуть проступающим лиловатым налётом, к концу цветения белые, крупные, диаметром 2,5 см, махровые (из 2—3 сближенных венчиков), очень ароматные, сходные по форме цветков с полиантовыми розами, стойкие, лепестки приподнятые.
Соцветия вертикально расположенные, из 1—2 пар прочных, стройных, пирамидальных, ажурных метёлок размером 25×12 см.
Цветёт умеренно, но продолжительно в средние сроки.

## Агротехника
Размножают прививкой и зелёным черенкованием, укореняемость 50—80 %.
Корневая шейка посаженного растения должна быть выше уровня почвы на 3—4 см. На кислых почвах розовый оттенок может быть блёкло-лиловым.

## Оценки сорта
Экс-президент Международного общества сирени, вице-президент по европейскому региону, Колин Чепмэн (Великобритания) очень высоко оценивает этот сорт. По его словам, в случае землетрясения или наводнения в его саду он затруднился бы в выборе - спасать 'Красавицу Москвы' или свой сорт 'Wonderblue'. Ему же принадлежат слова
«Если в раю есть сирень, то это — 'Красавица Москвы'!».